# Samadet
Samadet ist eine französische Gemeinde mit 1.131 Einwohnern (Stand: 1. Januar 2022) im Département Landes in der Region Nouvelle-Aquitaine. Sie gehört zum Arrondissement Mont-de-Marsan und zum Kanton Chalosse Tursan.

## Geographie
Die Gemeinde Samadet liegt in der Landschaft Chalosse an den Flüssen Gabas und Louts, etwa 46 Kilometer ostsüdöstlich von Dax. Umgeben wird Samadet von den Nachbargemeinden Serres-Gaston im Nordwesten und Norden, Aubagnan im Norden, Bats im Norden und Nordosten, Urgons im Osten, Arboucave im Südosten, Mant im Süden, Monségur im Süden und Südwesten sowie Hagetmau im Westen und Nordwesten.

## Bevölkerungsentwicklung
| Jahr                       | 1962 | 1968 | 1975 | 1982 | 1990 | 1999 | 2011 | 2021 |
| -------------------------- | ---- | ---- | ---- | ---- | ---- | ---- | ---- | ---- |
| Einwohner                  | 1079 | 1073 | 1030 | 970  | 1009 | 1010 | 1072 | 1131 |
| Quellen: Cassini und INSEE |      |      |      |      |      |      |      |      |

## Sehenswürdigkeiten
- Kirche Saint-Jean-Baptiste
- Kirche Saint-Julien
- Wasserturm
- Museum für Steingut und Tafelgeschirr

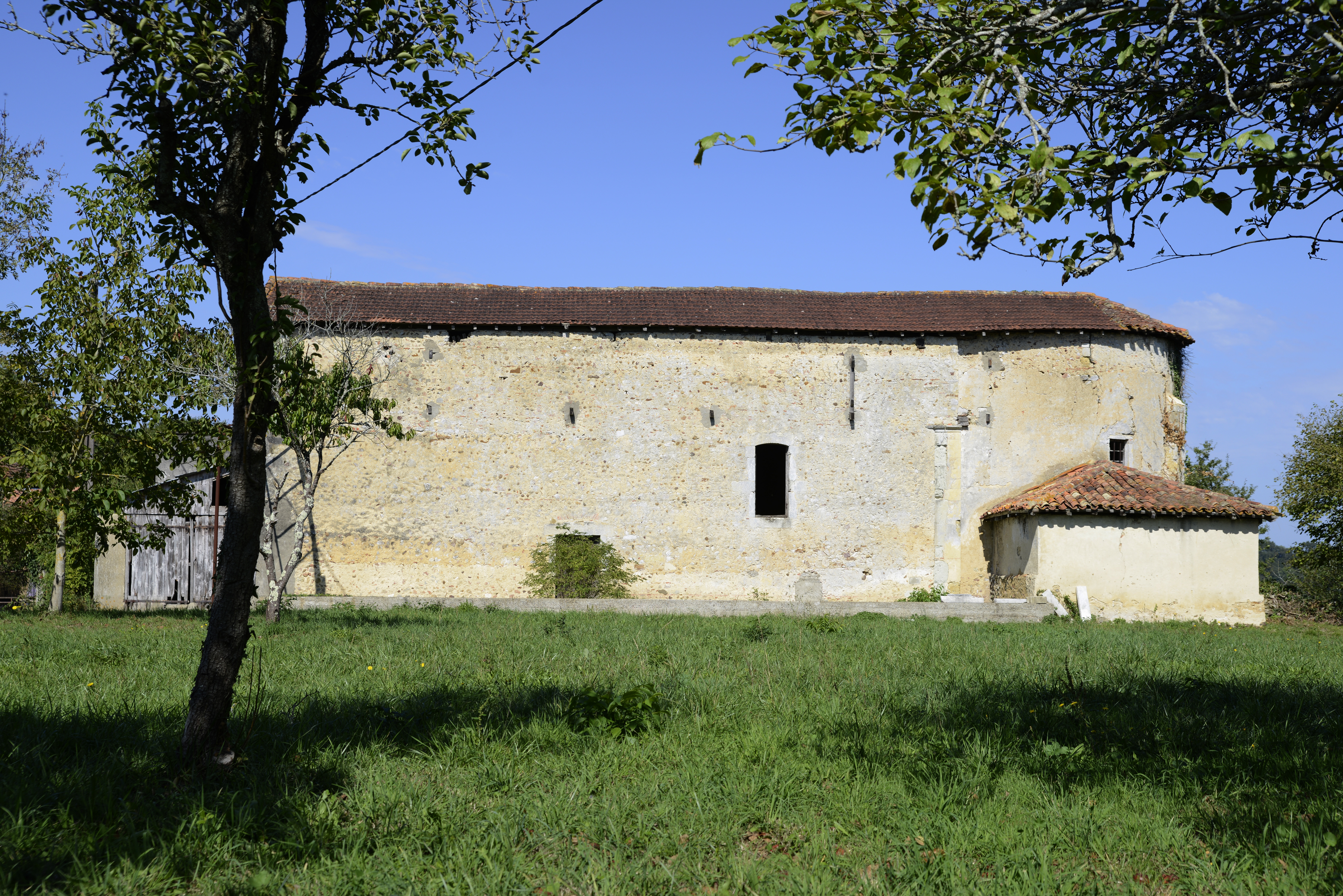
Kirche Saint-Julien
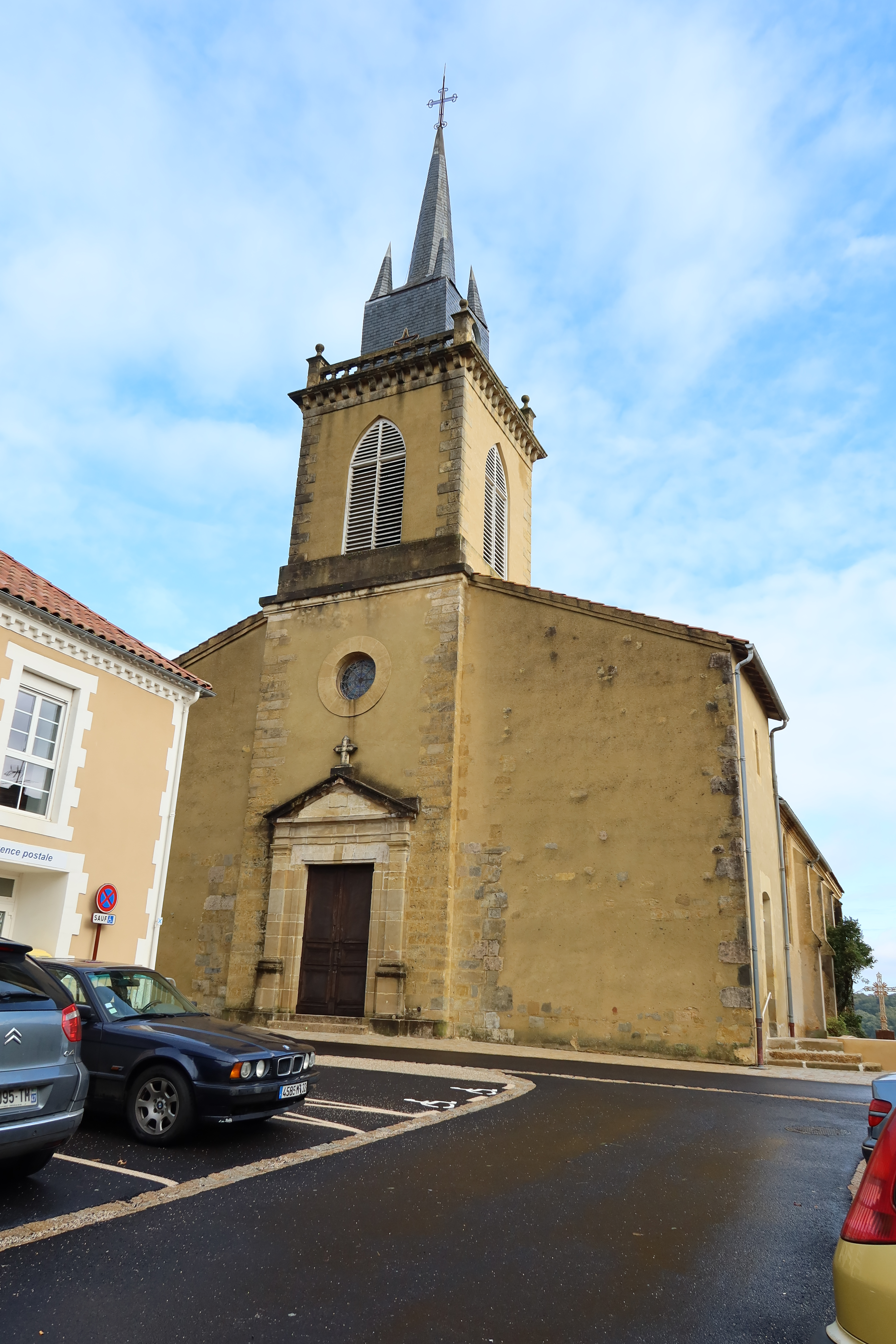
Kirche Saint-Jean-Baptiste